# السلام الملكي اليمني
السلام الملكي كان نشيد المملكة المتوكلية اليمنية الوطني من عام 1927 إلى عام 1962. النشيد من تأليف محمد أحمد حيدرة.